# Ashley Brzozowicz
Ashley Brzozowicz (* 17. Dezember 1982 in Toronto) ist eine kanadische Ruderin.
Brzozowicz rudert für den Western Rowing Club in London, Ontario. Sie gehört seit 2006 zum kanadischen Achter und ist neben Steuerfrau Lesley Thompson die einzige, die von 2006 bis 2011 jedes Jahr beim Saisonhöhepunkt im Finale dabei war. Neben einem zweiten Platz bei den Olympischen Spielen 2012 in London waren die Silbermedaillen bei den Weltmeisterschaften 2010 und 2011 ihre größten Erfolge. Nach einer Unterbrechung 2013 kehrte Brzozowicz in den kanadischen Achter zurück und gewann 2014 und 2015 erneut Weltmeisterschaftsmedaillen.

## Endkampfplatzierungen
(OS=Olympische Spiele, WM=Weltmeisterschaften)
- WM 2006: 5. Platz im Achter (Sarah Bonikowsky, Sabrina Kolker, Heather Mandoli, Andréanne Morin, Romina Stefancic, Kaylan Vander Schilden, Katie Reynolds, Ashley Brzozowicz und Lesley Thompson)
- WM 2007: 6. Platz im Achter (Sarah Bonikowsky, Katie Reynolds, Romina Stefancic, Ashley Brzozowicz, Sabrina Kolker, Kaylan Vander Schilden, Heather Mandoli, Buffy-Lynne Williams und Lesley Thompson)
- OS 2008: 4. Platz im Achter (Heather Mandoli, Andréanne Morin, Sarah Bonikowsky, Ashley Brzozowicz, Romina Stefancic, Buffy-Lynne Williams, Darcy Marquardt, Jane Thornton und Lesley Thompson)
- WM 2009: 6. Platz im Achter (Sarah Bonikowsky, Jane Thornton, Romina Stefancic, Ashley Brzozowicz, Lauren Hutchins, Larissa Lagzdins, Krista Guloien, Peggy DeVos und Lesley Thompson)
- WM 2010: 2. Platz im Achter (Emma Darling, Cristy Nurse, Janine Hanson, Rachelle Viinberg, Krista Guloien, Ashley Brzozowicz, Darcy Marquardt, Andréanne Morin und Lesley Thompson)
- WM 2011: 2. Platz im Achter (Janine Hanson, Rachelle Viinberg, Natalie Mastracci, Cristy Nurse, Krista Guloien, Ashley Brzozowicz, Darcy Marquardt, Andréanne Morin und Lesley Thompson)
- OS 2012: 2. Platz im Achter (Janine Hanson, Rachelle Viinberg, Krista Guloien, Lauren Wilkinson, Natalie Mastracci, Ashley Brzozowicz, Darcy Marquardt, Andréanne Morin und Lesley Thompson)
- WM 2014: 2. Platz im Achter (Cristy Nurse, Lisa Roman, Rosanne Deboef, Natalie Mastracci, Susanne Grainger, Christine Roper, Ashley Brzozowicz, Lauren Wilkinson und Lesley Thompson)
- WM 2015: 3. Platz im Achter (Lisa Roman, Cristy Nurse, Jennifer Martins, Ashley Brzozowicz, Christine Roper, Susanne Grainger, Natalie Mastracci, Lauren Wilkinson und Lesley Thompson)